# Ferencvárosi TC (férfi kézilabda)
A Ferencvárosi TC egy magyar férfi kézilabdacsapat, amelynek székhelye Budapesten van. Jelenleg a magyar élvonalban szerepel.

## Története

### A kezdetek
A Ferencvárosi Torna Club férfi kézilabda szakosztályát, csakúgy mint a női kézilabda csapatot 1950-ben alapították. Az NB I-es történelme 1954-től indult, jelentős kezdeti sikerekkel. A TF 1953-as bajnoki bronzérmes csapatának több játékosát elcsábítva 1955-ben ezüstérmet szereztek. 1956-ban utólagosan megosztott bajnoki címet ünnepelhettek, bár aranyérmet a nem osztottak, mivel az 1956 októberében a Vörös Meteorral elleni politikai nyomásra elcsalt döntő eredményhirdetését előbb a szurkolói népharag mosta el, majd az óvás után újrajátszásra kiírt meccset a forradalom hiúsította meg. A döntést, miszerint a Ferencváros is bajnok, hónapokkal később, 1957-ben hozták meg. 1957-ben ezüstérmet 1958-ban és 1962-ben pedig bronzérmet szereztek, 1963-ban pedig Magyar Népköztársaság-kupát nyertek. Az ezt követő évtizedekben az első-és a másodosztály közt ingázott az együttes, melyek alatt egy nagyobb sikert könyvelhettek el, az 1980-as bajnoki ezüstérmet.

### Meghatározó szerep az NB-ben, a Vladan Matic éra
A 2008–2009-es idény végén bajnoki címet szereztek az NB I/B-ben, így újra a legmagasabb osztályban kaptak besorolást. Edzőnek a Pick Szeged volt játékosát és edzőjét, Vladan Matićot nevezték ki, azzal a céllal, hogy harcolják ki a bent maradást.  Mint ez később kiderült, sikerült is. Az alapszakaszban sokáig harcban volt a Fradi a biztos bennmaradást jelentő 8. hely megszerzéséért, de több döntetlennel és vereséggel végződő mérkőzés után, az sajnos nem sikerült. A rájátszásban kellett kiharcolni a legfelső osztályban maradást. Az alapszakaszbeli 9. helynek köszönhetően az FTC 4 plusz-pontot szerzett a rájátszásra, ami nagy előnyt jelentett a többi riválissal szemben. A rájátszás 4 győzelemmel és 2 vereséggel zárult a ferencvárosiak számára, így bennmaradt a budapesti gárda a 12 csapatos magyar bajnokságban. Összességében Matić csapata a 9. helyen végzett, s így 3 csapatnál bizonyult jobbnak az NB1-ben. A magyar csapat a 2009–2010-es szezonban nemzetközi kupában is indulhatott, a KEK-ben, mivel a 2009-es Magyar Kupa döntőn Fradi előtt bronzérmet szerző Gyöngyös, anyagi okokból, nem vállalta e nemzetközi sorozatban való indulást. A pestiek a 3. körben kapcsolódtak be a kupa-sorozatban, ahol az ellenfél egy igen erős alakulat, a szlovén RK Cimos Koper volt. A ferencvárosiak 2 vereséget szenvedtek, s búcsúztak a nemzetközi kupa-szerepléstől. A budapesti csapat vezetői összességében elégedettek voltak a csapat 2009–2010-es idényben mutatott teljesítményével, így Matić a következő idényben is vezetőedzőként irányíthatta a ferencvárosiakat. A 2010-2011-es bajnoki évad még sikeresebb volt, mint az azt megelőző szezon. A Fradi az 1980-as bajnoki idényt követően ismét dobogóra állhatott. Az év eleji igazolások (Buday Dániel, Igor Kos, Bakos György, Paul Teodor) előrevetítették annak a lehetőségét, hogy a fővárosi alakulat eredményesebben szerepeljen az új szezonban. Az alapszakaszban, a Veszprém kivételével, hazai pályán valamennyi a megelőző bajnoki évben érmes helyezést elérő csapatot legyőzött vagy megszorongatott az FTC csapata (FTC-Tatabánya: 28: 21; FTC-MKB Veszprém: 22:34; FTC: Pick Szeged: 24:25). Ezen eredmények mellett, természetesen a magyar bajnokság többi csapata ellen is helytállt a ferencvárosi gárda, így a 3. helyen végzett az alapszakaszban a „Matić-legénység”. Az elődöntőben a Budapestiek ezzel elkerülték a bajnoki címvédő Veszprém csapatát, s a Pick Szeged ellen vívhatták a 2 győzelemig tartó rájátszást. Óriási lehetőség mutatkozott a bajnoki döntőbe kerülésre, mivel a szegediek az egész év során hullámzó teljesítményt nyújtottak. A csongrádi megyeszékhelyen megvívott első mérkőzést a szegediek nyerték 10 góllal (35:25), s a második, a fővárosban megrendezett összecsapást is az alföldiek nyerték, 1 góllal (27:28), habár az 59. perc végéig csak az FTC vezetett ez utóbbi meccsen. Matić tanítványainak így a bajnoki bronzért kellett harcba szállniuk a Tatabánya ellen. A 3 győzelemig tartó párharcban 5 mérkőzésen dőlt el bajnoki dobogó legalsó fokának sorsa, a Fradi javára. Öt rendkívül szoros viadalt vívott egymással a pest megyei és komárom-esztergom megyei székhely csapata, de a hazai pálya előnye, a fővárosiak számára kedvezett. Több, mint három évtizedet követően szerzett újból érmes helyezést a Ferencváros csapata, a szerb trénernek köszönhetően. A magyar kupában is szép eredményeket ért el csapatával a délszláv mester. A 4. fordulóban, a legjobb 8 közé jutásért FTC-Pick Szeged mérkőzést rendeztek. A Fradi sikerrel vette az akadályt, s elbúcsúztatta edzője korábbi munkaadóját e verseny-sorozattól. A Ferencváros, hazai pályán, 25:24-es győzelmet aratva ejtette ki a csongrádiakat. A kupa következő körében, az elődöntőbe jutásért, a Veszprém ellen kellett volna pályára lépnie a fővárosiaknak, de a kiemelés körülményeit vitatva, ezt végül nem tették meg. Összességében a 2010-2011-es idény siker volt a fővárosi kézilabda-csapat számára.

### Fúzió a PLER-rel
A bajnoki bronzéremnek köszönhetően, a kézilabdázók a nemzetközi kupaszereplésben, az EHF-kupában való indulás jogát is kiharcolták. Igaz, mint később kiderült a Ferencváros egyesülni fog a PLER KC csapatával, így az EHF-kupagyőztesek Európa-kupájában indulhat majd a nemzetközi megmérettetésben (a PLER KC Magyar Kupa-döntőt játszott, és így szerzett jogot az előbb említett sorozatban való indulásra. Két évig szerepelt PLER-FTC néven az együttes, az első közös idényben a hetedik, majd az ötödik helyen zárták a bajnokságot. 2013 nyarán a két klub különvált, a Fradi azóta a másodosztályban szerepel.

### Újra a másodosztályban
A 2013–14-es idénytől ismét az NB I/B-ben szerepelt a zöld-fehér csapat, előbb Zsiga Gyula, majd Adorján Gábor vezetésével, az élvonalbeli szereplést célul kitűzve. A 2016–17-es idényben veretlenül nyerte meg a másodosztályú bajnokságot a csapat, így a következő szezontól újra a legjobbak között szerepelhetett.

## Sikerek
- Nemzeti Bajnokság I:
  - Aranyérmes: 1956
  - Ezüstérmes: 1955, 1957, 1980,
  - Bronzérmes: 1958, 1962
- Nemzeti Bajnokság I/B:
  - Aranyérmes: 2009, 2017
- Magyar Kupa: 1963

### Jelenlegi keret
2018–2019-es szezon
| Kapusok - 01 Rade Mijatović - 12 Merkovszki Pál - 67 Marián Žernovič Szélsők - 03 Holdosi Bence - 08 Szakály Benedek - 14 Pálos Gábor - 94 Bujdosó Bendegúz - 99 Kovacsics Péter Beállók - 05 Schuch Timuzsin - 22 Pordán Bálint - 23 Debreczeni Dávid | Átlövők - 09 Oláh Tamás - 19 Teimuraz Orjonikidze - 27 Ancsin Gábor - 30 Bali Richárd - 32 Božo Anđelić - 97 Mikita Bence |

### Szakmai stáb
- Vezetőedző: Pásztor István
- Másodedző: Márkus Béla
- Kapusedző: Horváth Zsolt
- Csapatorvos: dr. Pavlik Attila
- Masszőr: Varga Máté

### Korábbi híres játékosok
- Buday Dániel
- Székely Márton
- Teodor Paul
- Lendvay Péter
- Perger Zsolt
- Marinko Kelečević

### Korábbi híres edzők
- Zsiga Gyula
- Vladan Matić